# Abraham Lincoln (staty)

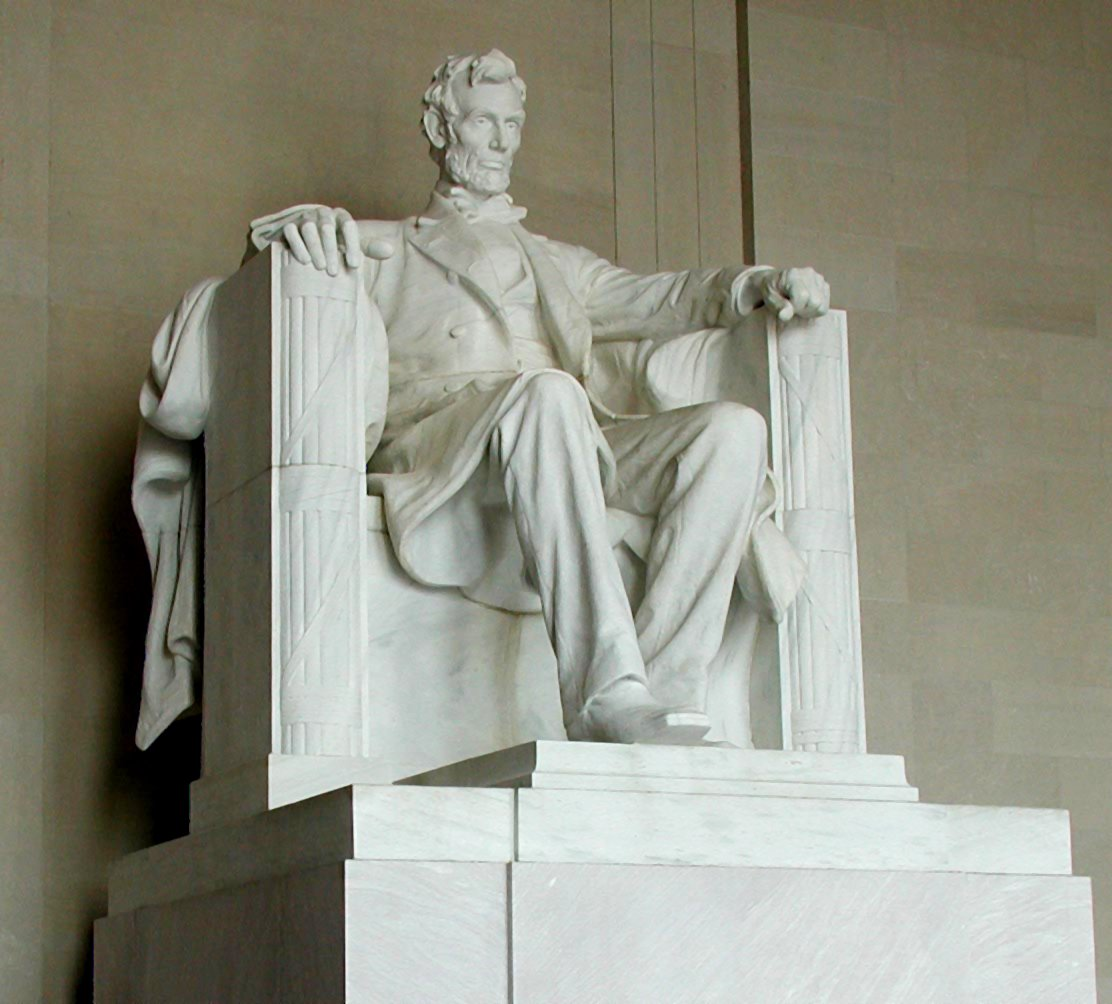
Statyn av Abraham Lincoln i Lincolnmonumentet i Washington, D.C.

Abraham Lincoln är en staty föreställande den amerikanske presidenten Abraham Lincoln, skulpterad av Daniel Chester French och huggen av Bröderna Piccirilli. Statyn är belägen i Lincolnmonumentet i National Mall, Washington, D.C., USA och invigdes 1922. Stilmässigt tar verket efter Beaux Arts och amerikansk renässans. 

## Beskrivning
Statyn består av block av vit marmor från delstaten Georgia, och reser sig drygt nio meter över golvet, inklusive den drygt fem och en halv meter sittande figuren med armstöd och fotstöd, ovanpå en drygt 3 meter hög piedestal. Figuren av en sittande Abraham Lincoln blickar rakt framåt och något nedåtriktat. Hans rock är uppknäppt och en stor USA-flagga är draperad över stolen. French lade fokus på Lincolns händer som vilar på den cirkulära ceremonistolens armstöd, vars framsidor bär fasces, symboler för auktoritet från Romarriket. French använde avgjutningar av sina egna fingrar för att få fram den korrekta placeringen.

## Historia

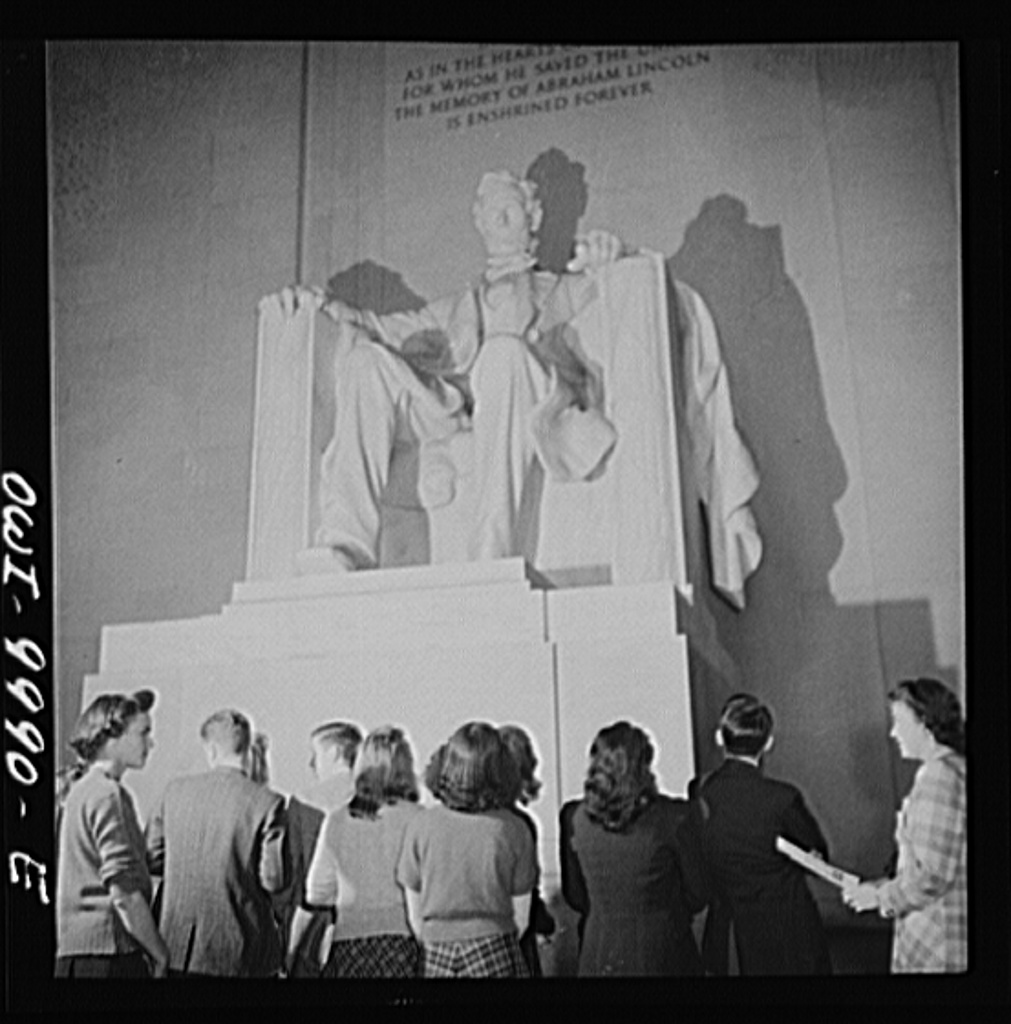
Besökare vid statyn, februari 1942

Daniel Chester French valdes 1914 ut av Lincoln Memorial Committee för att skapa en Lincolnstaty som en del av monumentet som skulle designas av arkitekten Henry Bacon. French var redan känd för sin staty The Minute Man i Concord, Massachusetts. Han var också Bacon's personliga val som redan hade samarbetat med honom i närmare 25 år. French avsade sig sitt uppdrag i United States Commission of Fine Arts i Washington, D.C - en grupp nära besläktad med monumentets design och tillblivande - och påbörjade uppgiften i december.
French hade innan dess uppfört en stor minnesstaty av en stående Lincoln vid Nebraska State Capitol i Lincoln, Nebraska. Hans tidigare studier av Lincoln, som innefattade biografier, fotografier och en mask av Lincoln av Leonard Volk gjord 1860, hade föreberett honom för utmaningen att göra den större statyn. French och Bacon beslutade att en större sittande figur skulle passa bäst. French började med en lermodell och gjorde senare flera gipsmodeller och gjorde små ändringar i figurens posering eller bakgrund. Han placerade inte presidenten i en vanlig 1800-talsstol, utan i en klassisk sådan dekorerad med fasces för att visa på att figuren var en framstående person för alla tider.  
Det tog ett år för French's framställning att överföras till stora marmorblock. French bidrog med avslutande drag i New York och efter att statyn sammanställts i monumentet i National Mall 1920. Ljussättningen av statyn var ett särskilt problem. I slutändan installerades elektriska ljus för att komma till rätta med situationen. Verket invigdes den 30 maj 1922.

## Vandringssägner
Det har felaktigt påståtts att konfederationsgeneralen Robert E. Lee's ansikte är uthugget i Lincoln's bakhuvud, och blickar ut över Potomacfloden mot Arlington House, The Robert E. Lee Memorial i Arlingtonkyrkogården.
En annan teori är att Lincoln använder teckenspråk för att representera sin initialer, där hans vänstra hand bildar ett "A" och hans högra hand bildar ett "L". National Park Service förnekar båda historierna och kallar dem vandringssägner. I en publikation av National Geographic Society påstås det dock att skulptören French kunde tala teckenspråk, eftersom han hade en son som var döv.

## Galleri

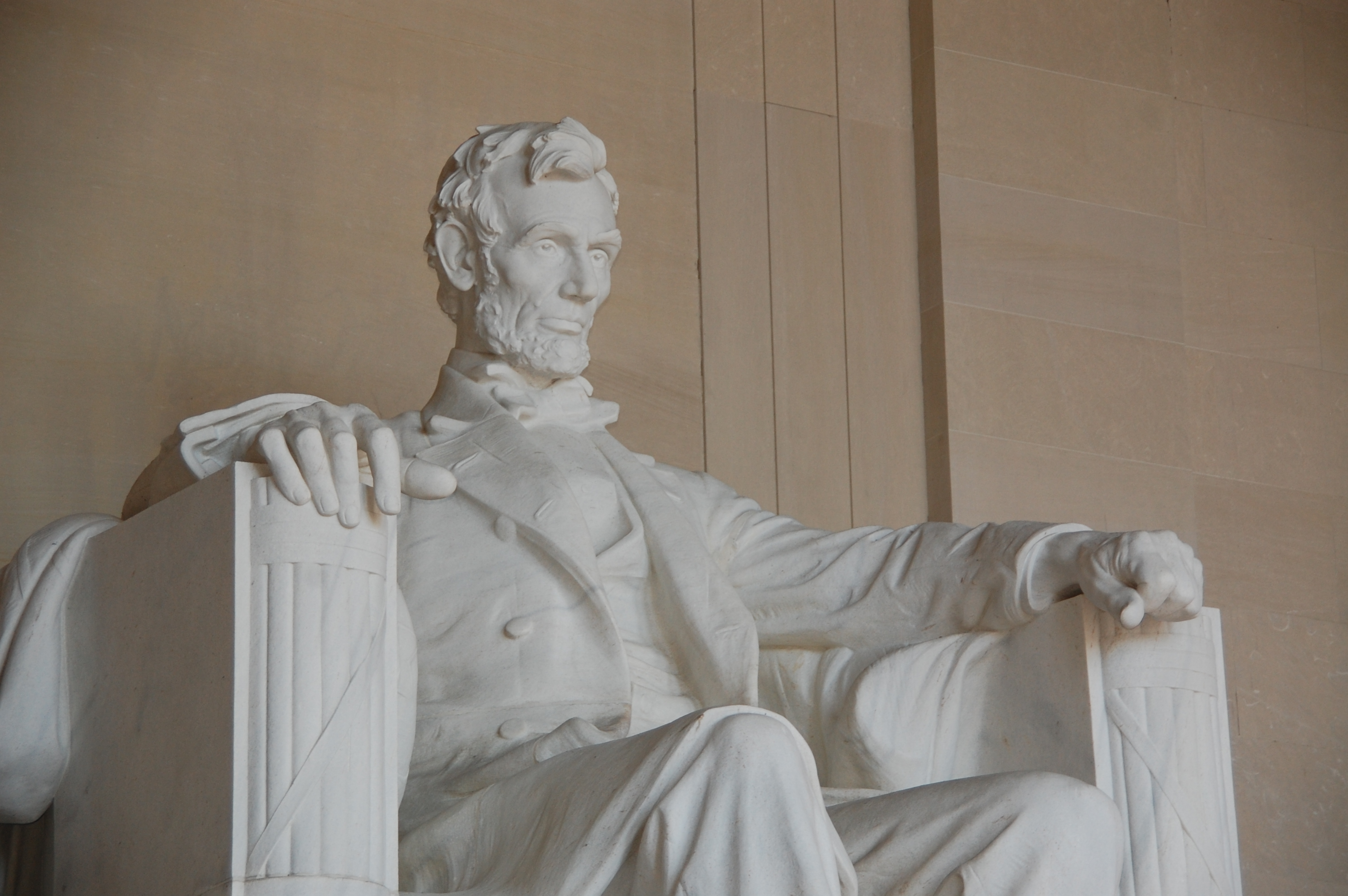
Statyn över Abraham Lincoln
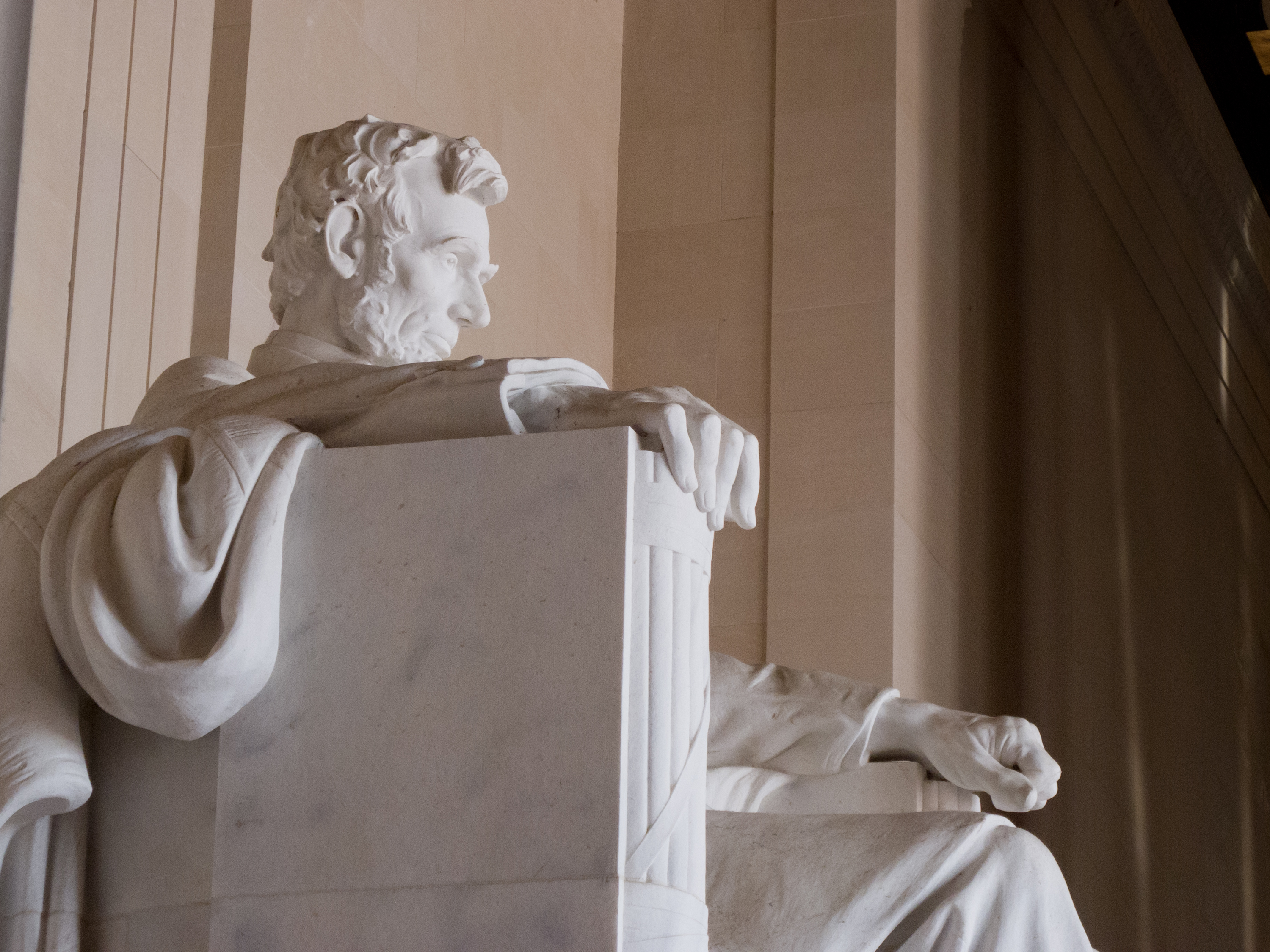
Vy från sidan
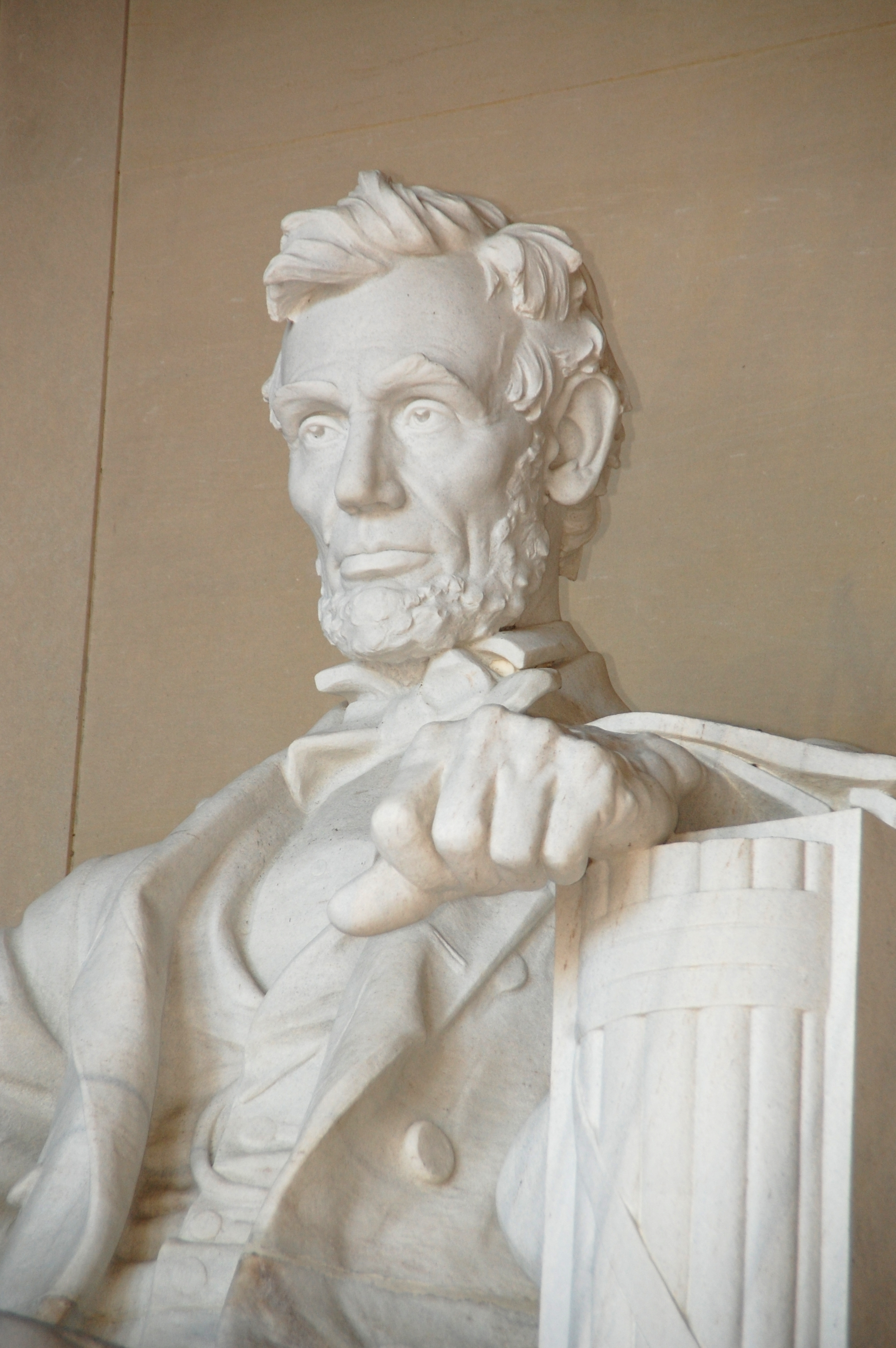
Närbild
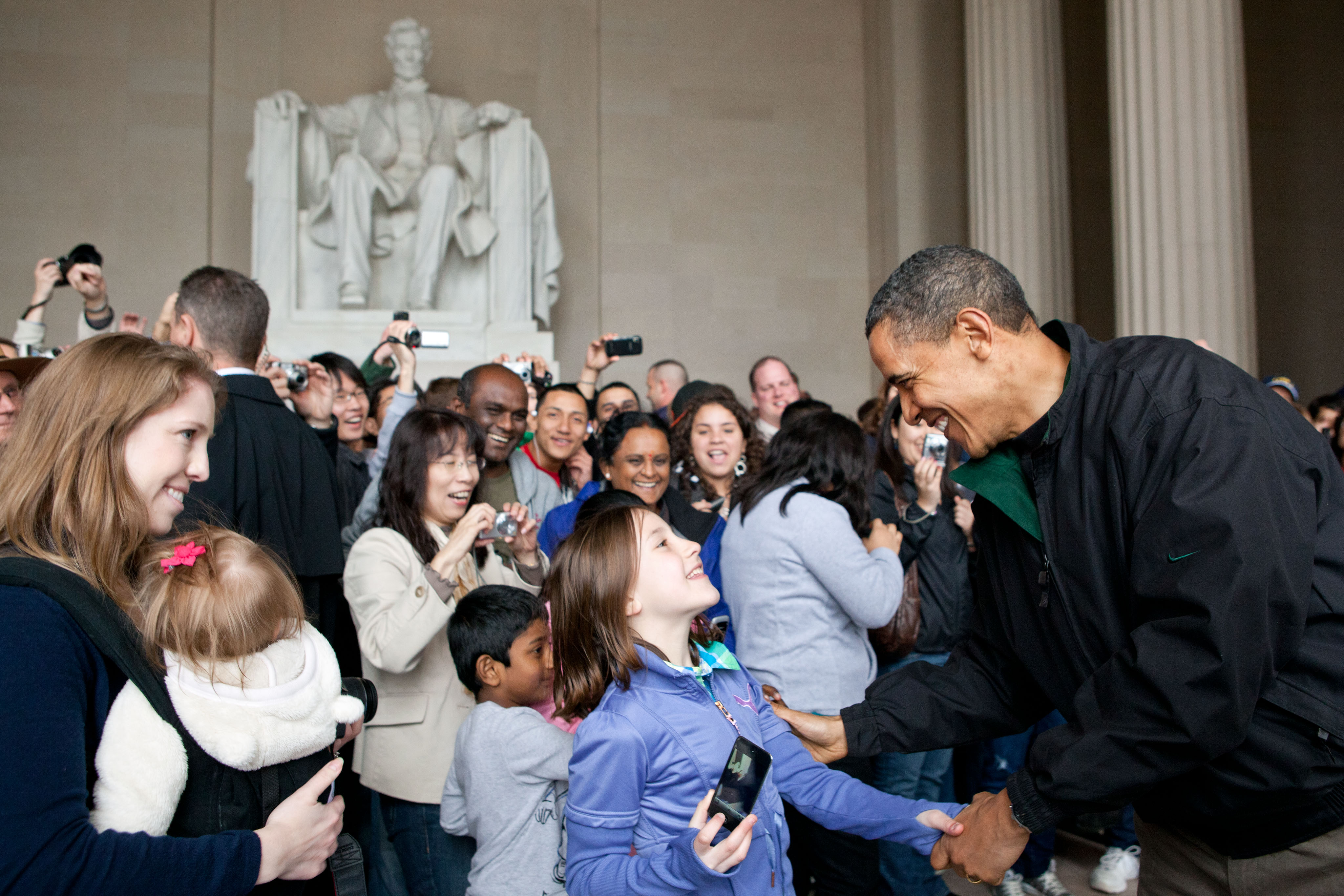
President Barack Obama hälsar på turister vid ett besök till Lincolnmonumentet, april 2011